# جيوفري أبوت
جيوفري أبوت (بالإنجليزية: Geoffrey Abbott)‏ هو لاعب هوكي الحقل جنوب أفريقي، ولد في 17 أبريل 1985.

## وصلات خارجية
- جيوفري أبوت على موقع الاتحاد الدولي للهوكي (الإنجليزية)
- جيوفري أبوت على موقع أوليمبيديا (الإنجليزية)